# John Rapson
Ira John Rapson  (* 4. Februar 1953 in Gary, Indiana) ist ein US-amerikanischer Jazzmusiker (Posaunist und Komposition), der die Jazzstudien der University of Iowa leitet.

## Leben und Wirken
John Rapson begann im Alter von fünf Jahren mit dem Klavierspiel und wechselte später zur Posaune. Er studierte am Westmont College, wo er 1976 graduierte und erwarb 1981 den Master in Komposition an der California State University. Dann nahm er privaten Kompositionsunterricht bei Barney Childs, Nobuya Matsuda und Henry Brant.
Rapson unterrichtete von 1980 bis 1990 in Westmont; daneben spielte er in Los Angeles mit Vinny Golia (1979–90). Er arbeitete außerdem mit Tim Berne (1980, 1986), Walter Thompson (1980), Bobby Bradford (1986–90) und John Carter (1988–90). Seit den 1980er Jahren ist er auch mit eigenen Ensembles aktiv; er arbeitete dabei 1982 bis 1985 mit einem Sextett mit Musikern wie Golia, Wayne Peet, Alex Cline und Roberto Miguel Miranda. In seinem Oktett, mit dem er von 1985 bis 1990 arbeitete, spielten neben Golia und Cline auch Ken Filiano und Steve Fowler. 1986/87 leitete Rapson ein Trio mit Golia und Miranda.
1990 zog Rapson an die Ostküste und studierte Musikethnologie an der Wesleyan University. Daneben spielte er 1992 mit Anthony Braxton; außerdem arbeitete er in dieser Zeit mit Ed Blackwell (1990–91), Jay Hoggard (1990–92) und Allen Lowe (1991/92). Von 1992 bis 1999 leitete er erneut ein Sextett, dem u. a. Braxton, Bobby Bradford und Alex Cline angehörten. 1993 wurde er Mitglied der Musikfakultät der University of Iowa, wo er seitdem als Direktor des Bereichs Jazz-Studien und als Leiter der Schulband tätig ist. 1994 leitete er eine eigene Big Band, das OftENsemble, und gründete 1996 mit Steve Grismore das Oddball Trio Plus Trombone. Daneben arbeitete er dort mit Musikern wie Billy Higgins, Carla Bley, Matt Wilson, Charlie Kohlhase und dem Either/Orchestra zusammen.

## Preise und Auszeichnungen
Rapson wurde 1989 auf dem jährlichen Kompositionswettbewerb der Music Guild of America ausgezeichnet. Sein Album Lost Art Cafe war unter den zehn besten Jazzalben des Jahres 1999 von Jazz Weekly.com. 2002 wurde er mit dem ersten Preis der Julius Hemphill Competition für seine Komposition „Riff Bass Bridge Head“ (vom Album Daydreams from the Prairie) ausgezeichnet.

## Diskographische Hinweise
Alben unter eigenem Namen
- Bu-Wah (Nine Winds, 1986)
- Bing (Sound Aspects, 1990)
- Dances & Orations (Music & Arts, 1996), mit Anthony Braxton, Bobby Bradford, Alex Cline, William Roper
- Water and Blood (Nine Winds, 2001)
- The Night Sky and Turquoise Sea (2013)

Alben als Sideman
- Time Berne: 7X (Empire Records, 1980)
- Vinny Golia  Large Ensemble: Facts of Their Own Lives (Nine Winds, 1988)
- Vinny Golia: Pilgrimage to Obscurity (Nine Winds, 1989)
- Julius Hemphill und Allen Lowe: New Tango '92: After Astor Piazzolla (Fairhaven, 1991)
- Doc Cheatham und David Murray: Mental Strain at Dawn: A Modern Portrait of Louis Armstrong (Stash Records, 1992)
- Anthony Braxton: Four (Ensemble) Compositions (Black Saint, 1993)